# خليج إزميت
خليج إزميت (بالتركية: İzmit Körfezi)، قديمًا، كان اسمه سينوس أستاسينوس وأولبيانوس سينوس (اليونانية القديمة: Ὀλβιανὸς κόλπος، بحروف رومانية: Olbianos kolpos)، ويشار إليه أيضًا بخليج إزميت، وهو خليج على الطرف الشرقي من بحر مرمرة، في محافظة قوجه ايلي، تركيا. في العصور القديمة كانت تُعرف أولاً بخليج أستاكوس وبعد ذلك بخليج نيقوميديا.

## النقل
يتم تنظيم خدمة العبارات بين اسكي هيسار وتوبجولار في الخليج، وهو ميناء طبيعي مناسب جدًا للنقل البحري. بالإضافة إلى ذلك، تم بناء جسر بين المنطقتين داخل مشروع الطريق السريع Gebze-İzmir من أجل تقليل حركة المركبات حول الخليج وتقصير وقت العبور.

## السواحل
على الشواطئ الجنوبية للخليج، تم تشكيل شاطئ ضيق وحاد مع اتجاه الشرق والغرب على المنحدرات الشمالية لجبال سامانلي .و تيارات قصيرة تتدفق بسرعة في المنطقة التي يكون فيها المنحدر العالي ويُسبب تآكل الأرض بعمق.
إن خط شمال الأناضول هو العامل الذي تسبب في تكوين هذا الساحل من Gölcük إلى شبه جزيرة Armutlu، كيب Burnu. تترك الشواطئ الحادة مكانها لتشكيل دلتا وبحيرة حولها.

## المناخ والنبات
متوسط درجات الحرارة السنوية حول الخليج ؛ 14.5 درجة مئوية، يالوفا 14.6 درجة مئوية، جولكوك 14.4 درجة مئوية. درجات حرارة يوليو إزميت 23.5 درجة مئوية، يالوفا 23.0 درجة مئوية، جولكوك 23.4 درجة مئوية. كمية الأمطار السنوية ؛ يبلغ طول 752 مم، وجولكوك 766 مم، وسبنجة 894 مم

## التلوث
تعتبر الصناعة المكثفة والنقل البحري حول الخليج من الأسباب الرئيسية للتلوث. 98٪ من مياه الصرف تصل إلى الخليج بعد معالجتها. أسفرت أعمال التنظيف بالطائرة المائية وكاسحة البحر في الخليج عن نتائج إيجابية. 
حتى 30 عامًا مضت، كانت خليج إزميت على وشك أن تفقد هذه الميزة مع بداية التصنيع وسرعة تقدمه، بينما يتم استخدامه كمنتجع صيفي بجمالها الطبيعي، وهدوء البحر، وخاصة لفصل الصيف كاسطنبول وأنقرة.